# Canton québécois
Pour des articles plus généraux, voir Canton (Canada) et Canton.

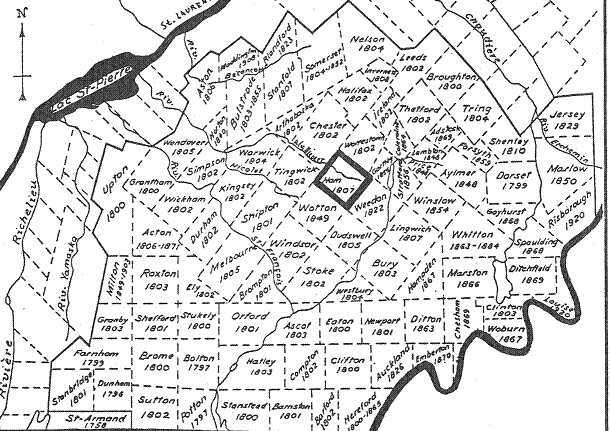
Divisions cadastrales des cantons de l'Est.

Au Québec, un canton (en anglais : township) est une division cadastrale historique du territoire visant à faciliter la concession de terres publiques à des particuliers pour la colonisation.
Contrairement au système seigneurial français en vigueur en Nouvelle-France où des redevances sont perçues, ces divisions héritées du système cadastral britannique sont sous la tenure du « franc et commun socage », c'est-à-dire sans redevances à un seigneur. Dans cette province du Canada, ils font pour la plupart approximativement 10 milles par 10 milles sauf pour ceux situés sur les rives d’un cours d’eau navigable qui font 9 milles de front et 12 milles de profondeur.
Les cantons sont principalement des références géographiques utilisées pour des raisons cadastrales et historiques. Ils n'ont pas de rôle politique ou administratif direct dans la gouvernance moderne du Québec.

## Historique de l'implantation du système
Au départ, ce système d’attribution est surtout utilisé au Québec (Bas-Canada) et Ontario (Haut-Canada) à la suite de l’Acte constitutionnel de 1791 découlant de l’arrivée des loyalistes de la révolution américaine. Plusieurs régions administratives furent découpées en cantons avant d’être colonisées : l'Estrie, l’Abitibi-Témiscamingue le Saguenay–Lac-Saint-Jean et la Côte-Nord. Le 2 février 1796 le canton de Dunham est le premier canton établi au Québec dans la région qui sera nommée Eastern Townships of Lower Canada (cantons de l'Est du Bas-Canada),. Les cantons de l'Est forment par ailleurs une région historique, en ce sens où l'ensemble constituent le bloc des premiers cantons à avoir été proclamés sur le territoire québécois, avant le remplacement définitif du régime seigneurial en 1854. Ils découpent la totalité de la région de l'Estrie et une partie des régions Centre-du-Québec, Chaudière-Appalaches et Montérégie.
À partir de 1826, les terres dans les cantons ne sont plus concédées gratuitement, mais louées ou vendues. Elles seront administrées par les agents des terres de la Couronne. 
Aujourd’hui, les cantons ne représentent plus des divisions administratives reconnues par le ministère des Affaires municipales et de l'Habitation (MAMH). Seuls les cantons municipalisés, érigés à partir d’un ou plusieurs cantons, comme les municipalités de canton et les municipalités de cantons-unis, sont reconnus. À titre d'exemple, on peut nommer la municipalité du canton d'Orford, la municipalité du canton de Ristigouche-Partie-Sud-Est, ou la municipalité des cantons-unis de Latulipe-et-Gaboury. Ce n’est pas le cas dans d'autres provinces canadiennes comme l'Ontario où le canton géographique est une subdivision administrative d'un comté. Cependant, plusieurs villes et municipalités portent le nom, ou en partie le nom, du canton dans lequel elles sont érigées, comme Amos, Granby, Joliette, Les Escoumins, North Hatley, Roberval, Thetford Mines, etc. D'autres portent le nom de leur paroisse respective, composé avec le nom du canton dans lequel celle-ci est érigée : Saint-Germain-de-Grantham, Saint-Edmond-de-Grantham, Saint-Denis-de-Brompton, Saint-François-Xavier-de-Brompton, Saint-Jacques-de-Leeds, Saint-Pierre-de-Broughton, etc.
Bien que l'Acte d'amendement Seigneurial de 1859 proclama la création de nouveaux cantons dans de nouvelles régions, en plus des cantons de l'Est déjà existants, le cadastre québécois demeurent encore aujourd'hui divisé en cantons. Suivant leur système de distribution des lots, ils organisent ainsi, conjointement avec les dispositions relatives aux terres agricoles et aires protégées, le développement et l'emplacement des nouveaux plans d'urbanisation, dans les régions rurales et semi-rurales. À l'intérieur des centres urbains, le maintien des cantons actuels sert à organiser les développements municipaux d'axes routiers et donc, à favoriser le respect des droits acquis relativement à la propriété des lots.
D'autre part, le système des cantons au Québec constitue une prémisse principale dans l'attribution de la responsabilité relative aux dommages causés à une propriété privée en cas de sinistres naturels. En fait, comme l'emplacement des lots en propriété privée relève obligatoirement de la division cadastrale effectuée par le gouvernement, la connaissance des cantons permet l'organisation des mesures préventives et la gestion du risque financier de l'État, relativement aux requêtes en indemnisation pour les citoyens québécois victimes d'un sinistre, notamment causé par l'accumulation d'embâcles, les éboulements d'une falaise, les glissements de terrain, les feux de forêt, l'érosion des côtes, les tempêtes de verglas, etc.
La réforme cadastrale entreprise en 1994 a pour but de « rendre compatible le morcellement cadastral existant, les titres publiés et l’occupation des lieux ». Ainsi, les travaux consistent à corriger les plans d'arpentage, à rectifier la division et l'appartenance des lots en propriété privée ainsi qu'à les démarquer concrètement des terres en propriété publique.

## Réserves du clergé protestant
Les réserves du clergé protestant ont existé dans les cantons du Bas-Canada puis du Canada-Uni de 1791 à 1854. En effet, dans chaque canton, 7 % des lots devaient appartenir à l'Église d'Angleterre puis, à partir de 1840, pour moitié à l'Église d'Angleterre ainsi qu'à l'Église d'Écosse et pour moitié aux autres dénominations protestantes (méthodistes, baptistes, etc.). Les revenus de la location ou de la vente de ces terres servaient à fournir des fonds pour aider à payer le salaire des prêtres et des pasteurs. Les réserves du clergé sont abolies en 1854.  

## Principales caractéristiques du canton québécois

### Canton estrien (Canton de l'Est)

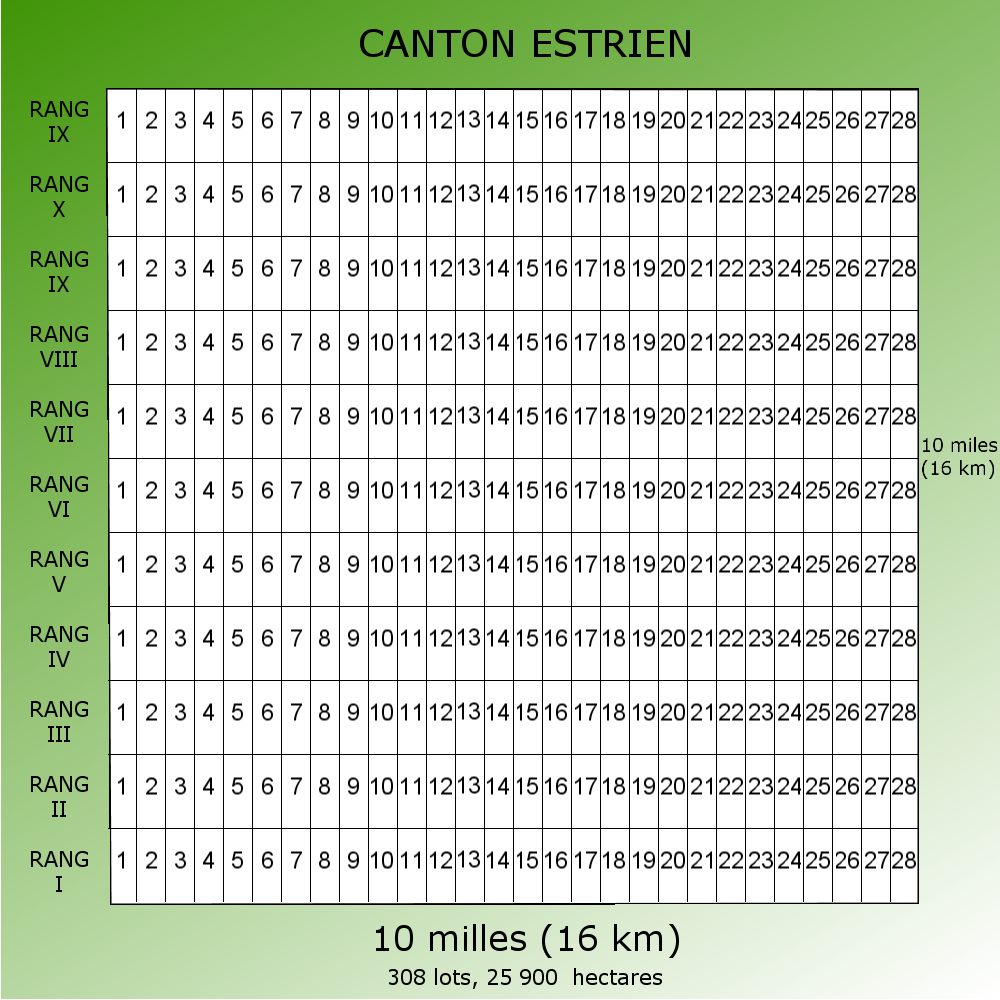
Schéma d'un canton estrien

- Caractéristiques techniques du canton estrien
  - 11 mi par 11 mi (17,6 km par 17,6 km)
  - 11 rangs de 28 lots
  - 308 lots
  - 25 900 hectares
- Caractéristiques techniques du lot
  - 588,4 m par 1 478,6 m
  - 84,9 hectares
  - 5 % des terres sont réservés à la couronne pour la construction de chemins
- Répartition

De la rivière Yamaska à la rivière Chaudière et de la frontière Québec—États-Unis jusqu'à la moitié du territoire des Bois-Francs, soit :
- Centre-du-Québec (moitié sud), incluant des villes telles Drummondville ;
- Chaudière-Appalaches (sud-ouest), incluant des villes telles Thetford Mines ;
- Estrie (intégralité) ;
- Montérégie (est-sud-est), incluant des villes telles Granby.

### Canton abitibien

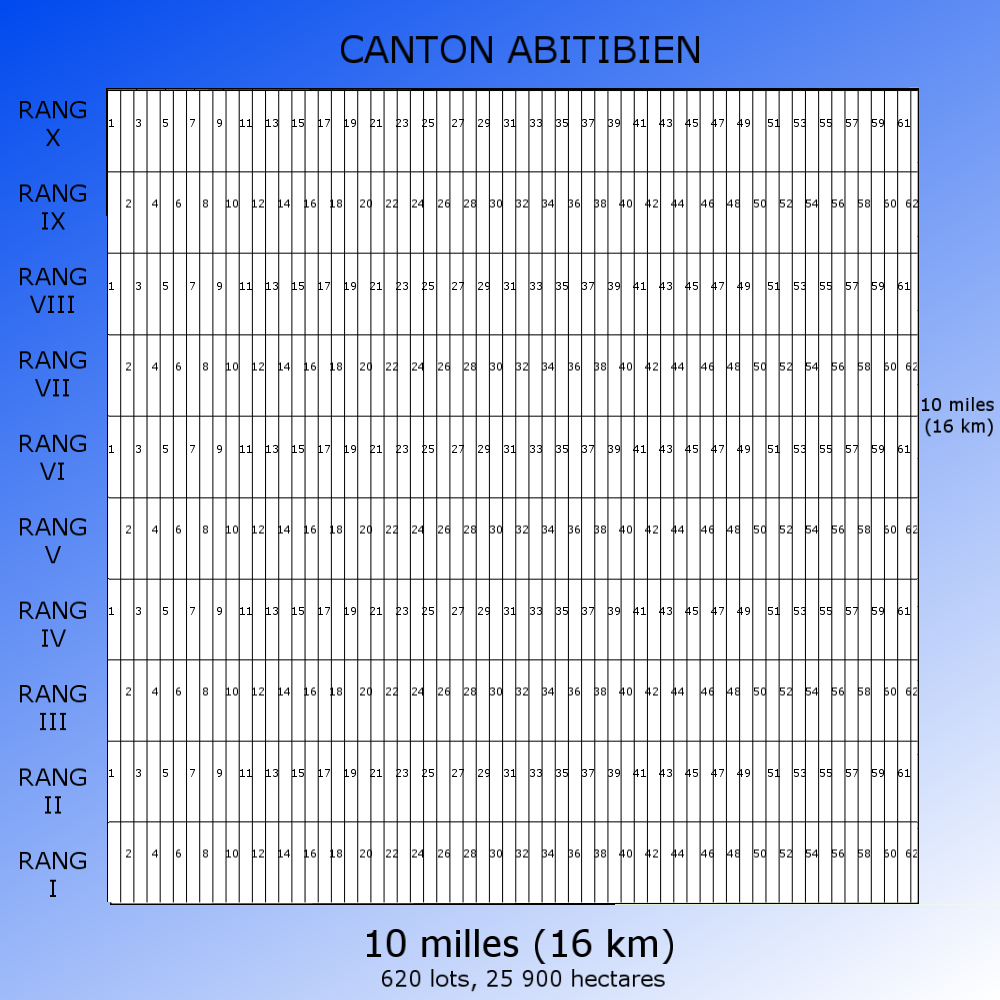
Schéma d'un canton abitibien

- Caractéristiques techniques du canton abitibien
  - 10 mi par 10 mi (16 km par 16 km)
  - 10 rangs de 62 lots
  - 620 lots
  - 25 900 hectares
- Caractéristiques techniques du lot
  - 261,52 m par 1 625,43 m
  - 42,5 hectares
- Répartition
  - Abitibi-Témiscamingue
  - Saguenay–Lac-Saint-Jean
  - Côte-Nord